# Blauwooggrasmot
De blauwooggrasmot (Agriphila straminella) is een vlinder uit de familie grasmotten (Crambidae). De wetenschappelijke naam van de soort werd als Tinea straminella in 1775 gepubliceerd door Michael Denis & Ignaz Schiffermüller. De vlinder vliegt van juni tot half september. Vaak vliegen de vlinders op als er door het gras gelopen wordt om even verderop weer neer te strijken.
De spanwijdte van deze grasmot is 16 tot 20 millimeter.

## Waardplanten
De rupsen voeden zich vooral met schapengras, zoals ruig schapengras en veldbeemdgras, maar komen ook op gewone tarwe voor. De rupsjes boren onderaan de stengel een gang.